# 五位野站
五位野站（日语：／ Goino eki */?）是一座位於鹿兒島縣鹿兒島市平川町的九州旅客鐵道（JR九州）指宿枕崎線的鐵路車站。周邊為平川動物園。

## 車站構造
- 2面2線側式月台，可以列車交會。
- 無人站。
- 地面車站。
- 設置為自動售賣機。

## 利用狀況
- 在2009年，平均1日的乘車人數為288人（比前年少2人）。

| 乘車人數變化 | 乘車人數變化 |
| 年度         | 1日平均人數  |
| ------------ | ------------ |
| 2000         | 408          |
| 2001         | 414          |
| 2002         | 395          |
| 2003         | 362          |
| 2004         | 348          |
| 2005         | 340          |
| 2006         | 315          |
| 2007         | 303          |
| 2008         | 290          |
| 2009         | 288          |

## 車站周邊
- 鹿兒島市平川動物公園
- 錦江灣公園（歩行20分鐘）
- 平川郵局

## 历史
- 1930年（昭和5年）12月7日：車站啟用。
- 1983年（昭和58年）3月8日：成為無人站。
- 1987年（昭和62年）4月1日：因國鐵分割民營化，本站成為九州旅客鐵道的車站。

## 鄰近車站
九州旅客鐵道
指宿枕崎線
■快速「菜之花」、■普通
坂之上－五位野－平川

## 相關項目
- 日本鐵路車站列表

## 外部連結
- 五位野車站（页面存档备份，存于）（日語）